# Lễ ăn hỏi

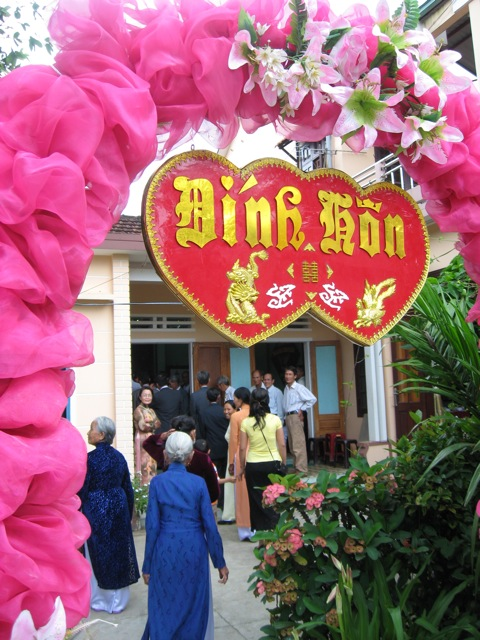
Bảng đính hôn treo trước cửa

Lễ ăn hỏi còn được gọi là lễ đính hôn là một nghi thức trong phong tục hôn nhân truyền thống của người Việt. Đây là sự thông báo chính thức về việc hứa gả giữa hai họ. Đây là giai đoạn quan trọng trong quan hệ hôn nhân: cô gái trở thành "vợ sắp cưới" của chàng trai, và chàng trai sau khi mang lễ vật đến nhà gái là đã chính thức xin được nhận làm rể của nhà gái và tập gọi bố mẹ xưng con.
Trong lễ ăn hỏi, nhà trai mang lễ vật tới nhà gái. Nhà gái nhận lễ ăn hỏi tức là chính danh công nhận sự gả con gái cho nhà trai, và kể từ ngày ăn hỏi, đôi trai gái có thể coi là đôi vợ chồng chưa cưới, chỉ còn chờ ngày cưới để công bố với hai họ.

## Thành phần tham gia
Nhà trai: Chú rể, bố mẹ, ông bà, gia đình,bạn bè và một số thanh niên chưa vợ bưng mâm quả (hoặc bê tráp). Thường thì người bê tráp là nữ nhưng do mâm quả bây giờ khá nặng nên có thể thay thế bằng nam. Số người bê tráp là số lẻ, 3, 5, 7, 9 hoặc 11.
Nhà gái: Cô dâu, bố mẹ, ông bà, gia đình và một số nữ chưa chồng để đón lễ ăn hỏi, số nữ đón lễ vật tương ứng với số nam bưng mâm.

## Lễ vật

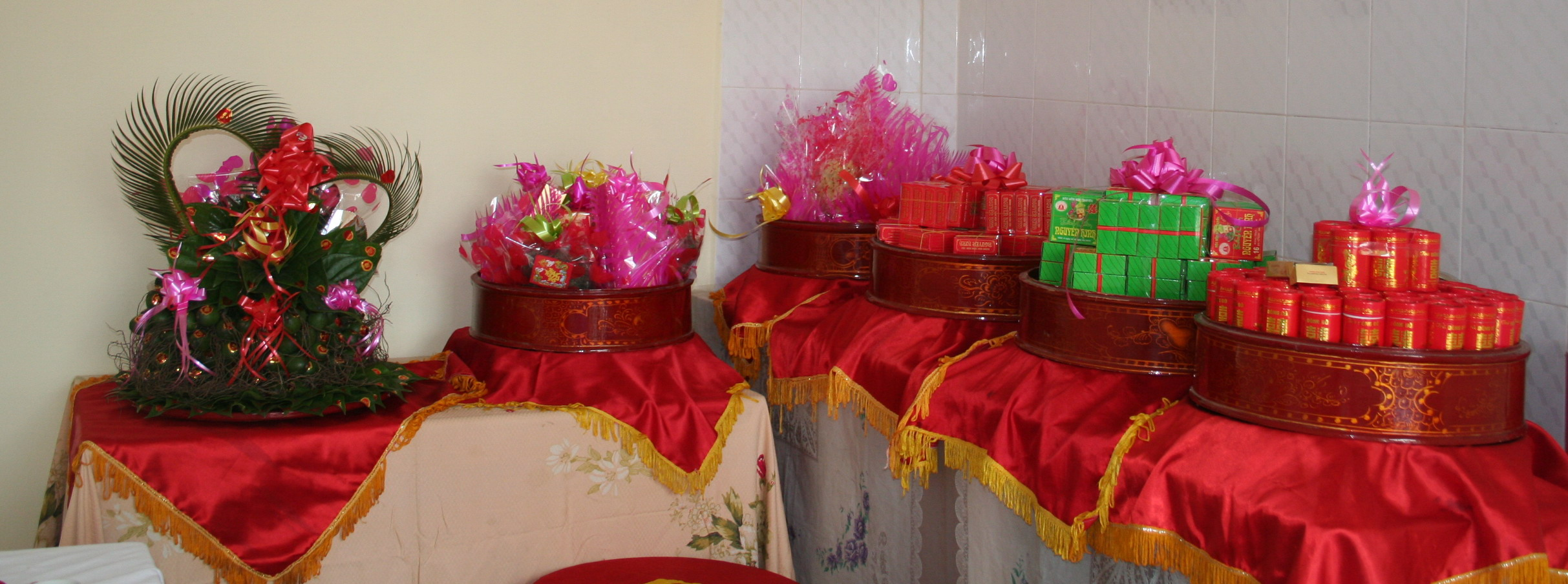
Mâm lễ ăn hỏi với trầu cau, bánh trái

Trầu cau; bánh cốm; mứt sen; rượu; chè; thuốc lá; bánh phu thê (bánh xu xê), bánh đậu xanh, lợn sữa quay, tiền dẫn cưới v.v.
Những gia đình xưa thường dùng bánh cặp nghĩa là gồm hai thứ bánh tượng trưng cho âm dương. Những cặp bánh thường dùng trong lễ ăn hỏi là bánh phu thê và bánh cốm - bánh phu thê tượng trưng cho Dương, bánh cốm tượng trưng cho Âm; hoặc bánh chưng và bánh dày - bánh chưng vuông là Âm, bánh dày tròn là Dương. Thường thường cùng kèm với bánh chưng và bánh dày thường có quả nem. Bánh cốm, bánh xu xê, bánh chưng, bánh dày và quả nem dùng trong lễ ăn hỏi đều được đựng trong hộp giấy màu đỏ hoặc bọc trong giấy đỏ, màu đỏ chỉ sự vui mừng. Cũng có gia đình thay vì các thứ bánh trên, dùng xôi gấc và lợn quay.
Đó là những lễ vật tối thiểu theo tục lệ cổ truyền; tất nhiên, chất lượng và số lượng thêm bớt thì tùy thuộc vào năng lực kinh tế của từng gia đình. Theo phong tục Hà Nội truyền thống thường có lợn sữa quay, còn theo phong tục miền Nam có thể có một chiếc nhẫn, một dây chuyền hay bông hoa tai đính hôn. Tuy nhiên, số lượng lễ vật nhất thiết phải là số chẵn (bội số của 2, tượng trưng cho có đôi có lứa), nhưng lễ vật đó lại được xếp trong số lẻ của tráp (số lẻ tượng trưng cho sự phát triển).
Lễ vật dẫn cưới thể hiện lòng biết ơn của nhà trai đối với công ơn dưỡng dục của cha mẹ cô gái. Nói theo cách xưa là: nhà trai bỗng dưng được thêm người, còn nhà gái thì ngược lại, "Con gái là con người ta". Mặt khác, lễ vật cũng biểu thị được sự quý mến, tôn trọng của nhà trai đối với cô dâu tương lai.
Trong một chừng mực nào đó, đồ dẫn cưới cũng thể hiện thiện ý của nhà trai: xin đóng góp một phần vật chất để nhà gái giảm bớt chi phí cho hôn sự. Tuy nhiên, điều này ngày nay càng lúc càng trở nên mờ nhạt xét về vai trò, vì dễ dẫn đến cảm giác về sự gả bán con, thách cưới.

## Thủ tục

### Rước lễ vật

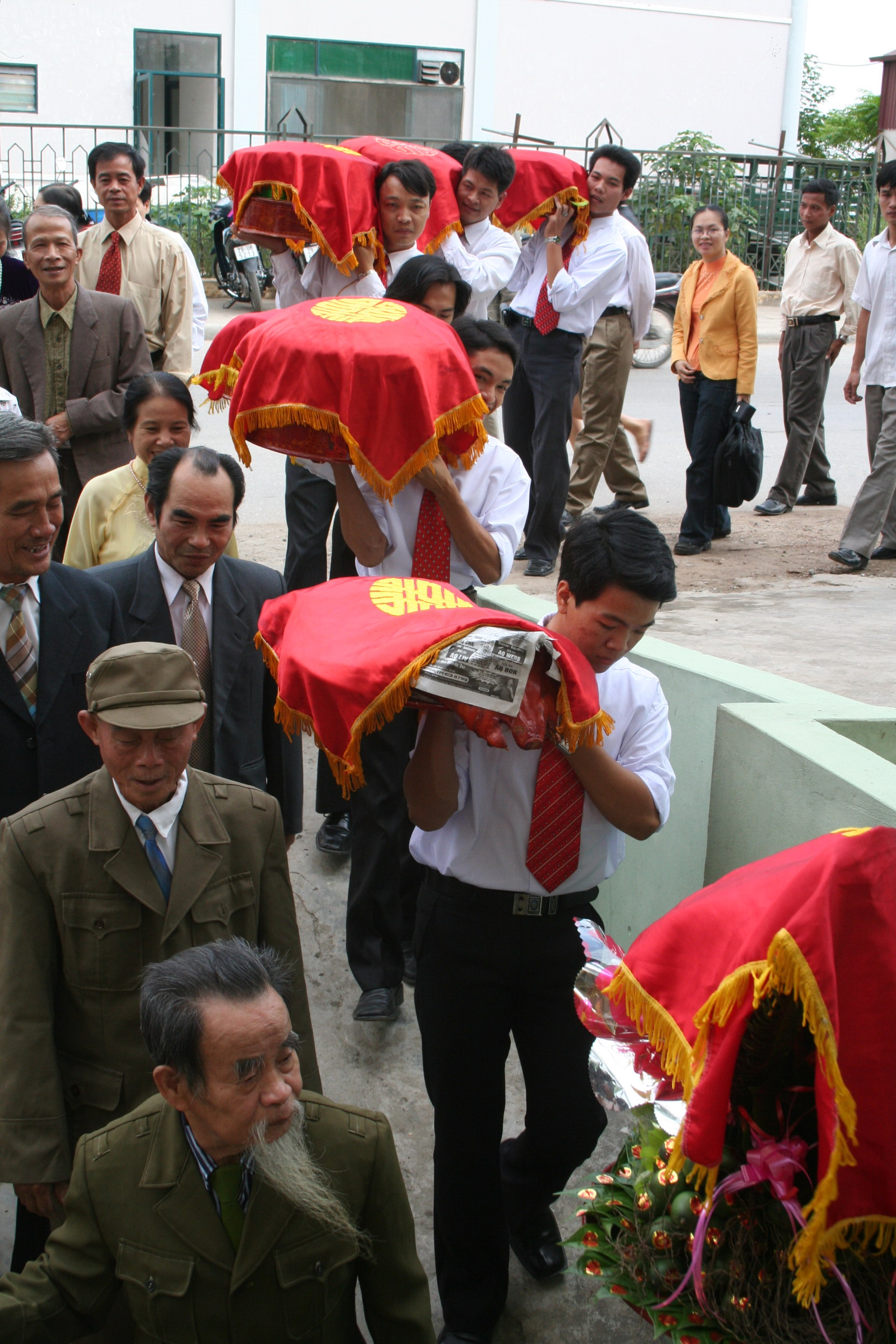
Một đoàn rước lễ vật bên họ nhà trai

Tất cả các lễ vật phải được sắp xếp gọn gàng và thẩm mỹ. Và nhất thiết phải được bày vào quả sơn son thếp vàng (hay mâm đồng đánh bóng, phủ vải đỏ). Có như thế mới nhấn mạnh được tính biểu trưng của lễ vật. Xưa, người đội lễ phải khăn áo chỉnh tề, thắt dây lưng đỏ. Nay, các cô gái đội lễ đã có áo dài đỏ thay thế nên không cần phải dùng thắt lưng đỏ nữa. Dù dùng phương tiện đi lại là: ô tô, xích lô, xe máy, hay đi bộ thì đoàn ăn hỏi cũng nên dừng lại cách nhà gái khoảng l00 m, sắp xếp đội hình, rồi mới đội lễ vào nhà gái. Đây thực sự là một hình thái văn hóa dân tộc.

### Tiếp khách
Vì đây là một lễ trọng nên nhà gái phải chuẩn bị chu đáo hơn lễ chạm mặt. Tuy nhiên, do nội dung chủ yếu của lễ này là sự bàn bạc cụ thể, chính thức của hai gia đình về việc chuẩn bị lễ cưới, nên nhà gái không bày tiệc mặn mà chỉ bày tiệc trà. Ngày nay hầu hết các gia đình gái đều chuẩn bị tiệc mặn để thết đãi gia đình trai mong tạo hòa khí gắn bó và hàn huyên. Nghi thức trao nhận lễ vật cũng nên trở thành nghi thức bắt buộc.

### Cô dâu
Phải ngồi trong phòng cho đến khi nào chú rể vào đón hoặc cha mẹ gọi mới được ra. Ra mắt tổ tiên bằng cách thắp hương lên bàn thờ. Sau đó cô dâu sẽ cầm ấm trà đi từng bàn để rót nước mời khách.

### Nhà gái
Nhà gái nhận lễ rồi đặt một phần lên bàn thờ gia tiên. Khi lễ ăn hỏi xong, bánh trái, cau, chè được nhà gái "lại quả" (chuyển lại) cho nhà trai một ít, còn nhà gái dùng để chia cho họ hàng và người thân.
Lưu ý: đối với cau thì phải xé chứ không được dùng dao để cắt. Khi nhà trai nhận lại tráp để bê về thì phải để ngửa, không được úp tráp lại.

### Biếu trầu

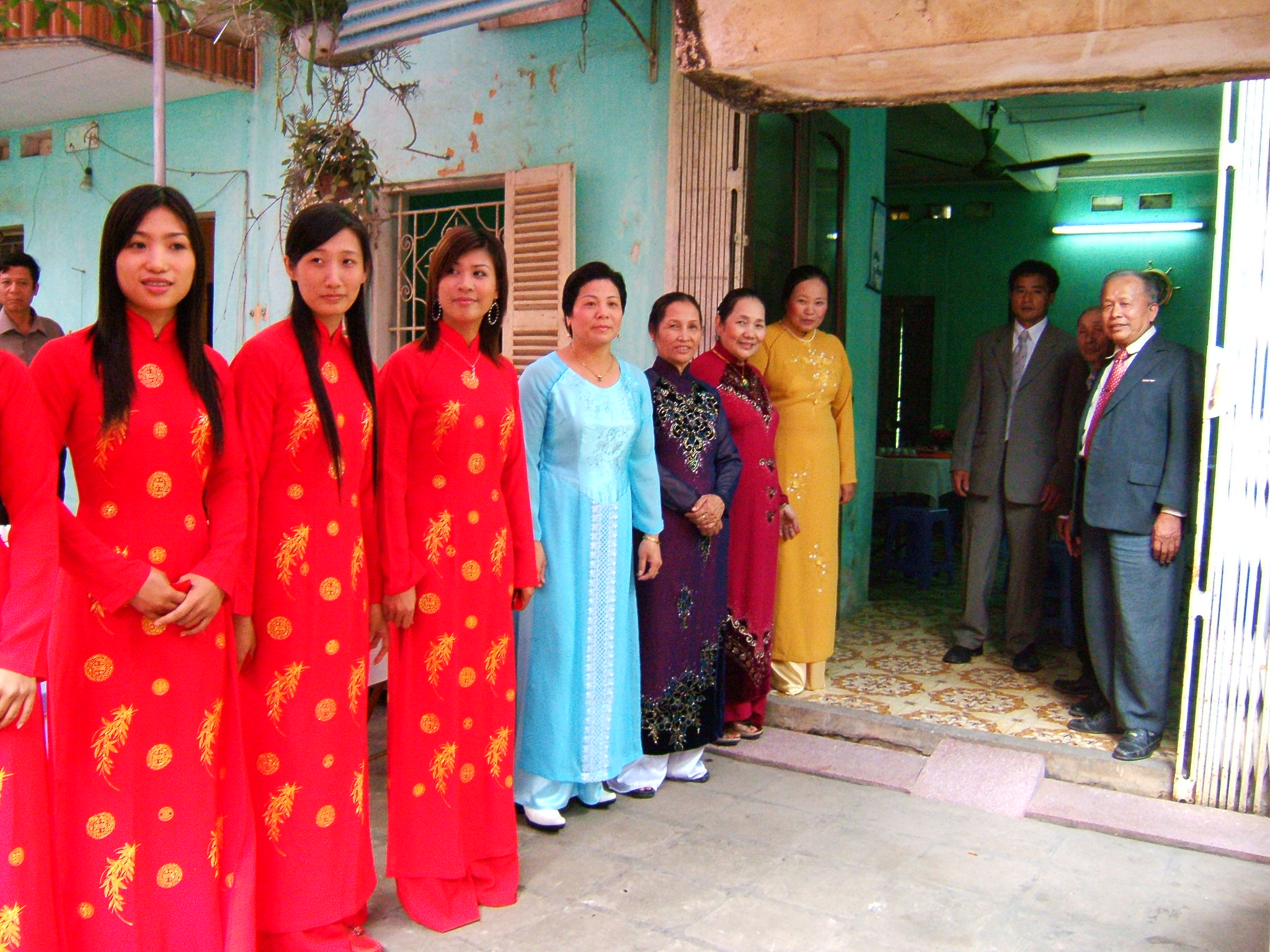
Đại diện nhà gái chuẩn bị đón tiếp nhà trai trong lễ ăn hỏi, các cô gái nhận tráp lễ vật mặc áo dài màu đỏ

Xưa, sau lễ ăn hỏi, nhà gái dùng các lễ vật nhà trai đã đưa để chia ra từng gói nhỏ để làm quà biếu cho họ hàng, bè bạn, xóm giềng,... Ý nghĩa của tục này là sự loan báo: Cô gái đã có nơi có chỗ.
Trong việc chia bánh trái, cau, chè cau phải chia theo số chẵn, nhưng kiêng chia hai quả, nghĩa là mỗi nơi từ bốn quả cau, bốn lá trầu trở lên. Con số chẵn là số dương, số lẻ là số âm dùng trong việc cúng lễ.
Theo lối mới bây giờ, cũng chia bánh trái, thường có kèm theo những tấm thiếp của đôi bên hai họ báo tin đính hôn của đôi trẻ. Nếu ngày nghênh hôn không xa ngày hỏi, trong thiếp sẽ ghi rõ lễ cử hành vào ngày nào. Trong trường hợp này có khi cùng với thiếp "báo hỷ" lại có thiếp mời tiệc cưới.

## Trang phục
Trang phục cho cô dâu: một bộ áo dài, vừa có thể mặc trong lễ cưới, vừa có thể mặc ở những dịp lễ hội sau này. Có thể sắm cho cô dâu tương lai những đồ trang sức sau: xuyến, vòng, hoa tai. Chú rể mặc comple, cà vạt.

## Chia lễ

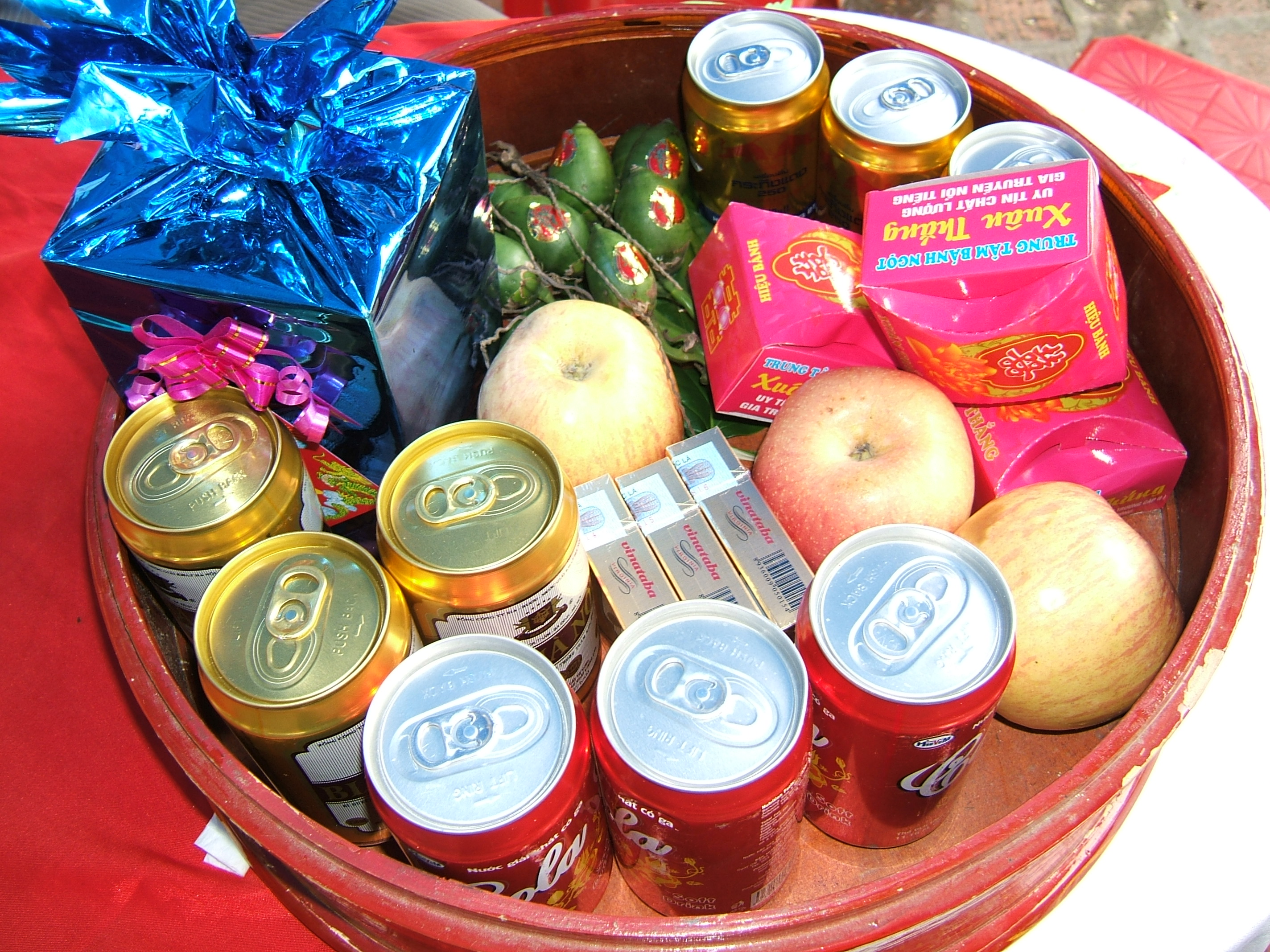
Một số lễ vật nhà gái lại quả cho nhà trai trong một đám cưới tổ chức tại Hải Phòng

Nhà gái thường nhờ các cô gái trong họ hoặc bạn bè chia giúp. Khi nhà trai dẫn lễ ăn hỏi tới nhà gái, nhà gái thường làm cơm thết đãi. Sau lễ ăn hỏi đôi bên kể là giao kết gắn bó với nhau rồi. Tuy vậy ngày xưa các cặp vị hôn phu và hôn thê cũng không được phép gặp nhau, trừ trường hợp đặc biệt lắm đôi bên cha mẹ mới cho phép. Phong tục ngày nay đổi khác, sau lễ ăn hỏi đôi trai gái thường gặp nhau luôn. Từ lễ ăn hỏi đến lễ cưới, xưa kia có khi hàng bốn năm năm, nhưng ngày nay thời gian đó thường được rút ngắn, có khi chỉ vài ba ngày.
Chính ngày xưa, các cụ vẫn khuyên các chàng trai đã hỏi vợ thì cưới ngay để tránh sự bất trắc của thời gian. Ca dao có câu:
Cưới vợ thì cưới liền tay,
Chớ để lâu ngày lắm kẻ dèm pha.
Lễ ăn hỏi xong đôi bên trai gái chờ lễ cưới là xong nhưng theo tục xưa, có nhiều nhà gái đã nhận ăn lễ hỏi của nhà trai cũng không cho cử hành lễ nghênh hôn sớm, có khi vì cô gái còn quá nhỏ tuổi, có khi vì cha mẹ thương con vì không muốn con sớm phải về nhà chồng.

## Thư viện ảnh
|  |  |  |  |